# Stowarzyszenie Dziennikarzy PRL
Stowarzyszenie Dziennikarzy PRL (SDPRL) – stowarzyszenie zawodowe dziennikarzy, utworzone w 1982 bezpośrednio po delegalizacji Stowarzyszenia Dziennikarzy Polskich (SDP) w związku z wprowadzeniem w Polsce stanu wojennego. Pierwszym prezesem związku został Klemens Krzyżagórski (na stanowisku do 1987).
Po utworzeniu SDPRL ponad połowa członków SDP zapisała się do nowego stowarzyszenia; ówczesne jego władze jednak, chcąc maksymalnie poszerzyć jego zasięg, zdecydowały się przyjąć w swoje szeregi również – oprócz dziennikarzy prasy, radia i telewizji – pracowników radiowęzłów, gazet zakładowych i rzeczników prasowych urzędów.
Stowarzyszeniu Dziennikarzy PRL zarzucano, że nie broniło dziennikarzy represjonowanych przez władze PRL, a członkowie jego władz publicznie dezawuowali kierownictwo pozostającego w podziemiu SDP.

## Transformacja ustrojowa
Cały majątek rozwiązanego SDP przeszedł wówczas w ręce SDPRL. Niezwłocznie po upadku w Polsce systemu komunistycznego w 1989 działające cały czas w podziemiu Stowarzyszenie Dziennikarzy Polskich ponownie zarejestrowało swoją działalność, a SDPRL przekształciło się w Stowarzyszenie Dziennikarzy Rzeczypospolitej Polskiej (SDRP).
Od tego też czasu datował się spór o majątek dawnego SDP, którym wskutek decyzji władz komunistycznych od 1982 zarządzało SDPRL, a po nim, jako następca prawny – SDRP. Wśród składników tego majątku do najbardziej charakterystycznych należy pałacyk przy ul. Foksal 3/5.
Spór zakończony został po kilkunastu latach na korzyść SDP, a w pałacyku siedziby swe mają zarówno Stowarzyszenie Dziennikarzy Polskich, jak i SDRP (ponadto także m.in. Syndykat Dziennikarzy Polskich, Katolickie Stowarzyszenie Dziennikarzy, Stowarzyszenie Gazet Lokalnych, Izba Wydawców Prasy, i Związek Kontroli Dystrybucji Prasy).